# Tir au pistolet optique

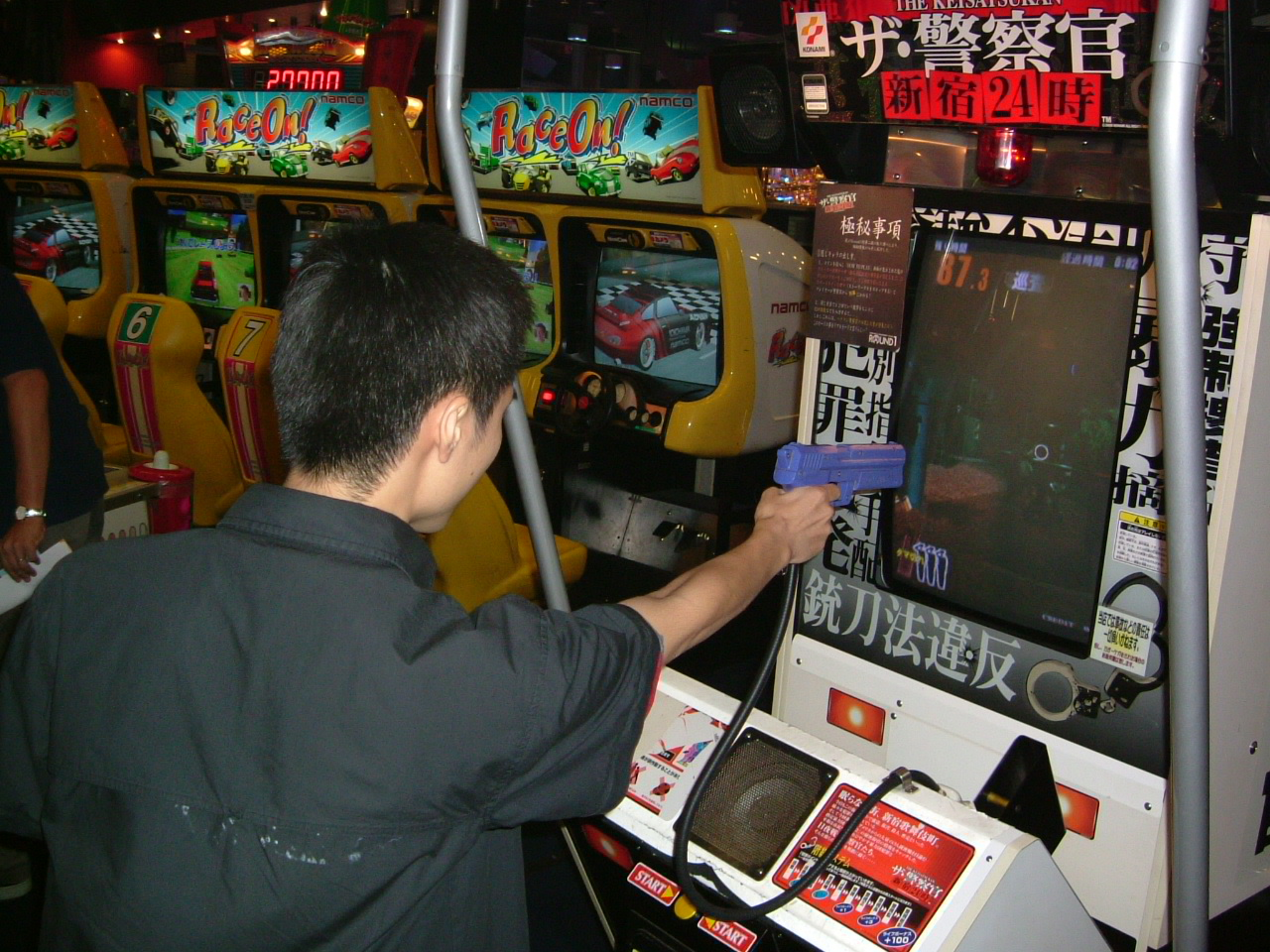
Joueur sur un jeu de tir avec un pistolet optique.

Le tir au pistolet optique ou light gun shooter (également appelé light gun game ou gun game), est un genre de jeu vidéo comparable à celui du jeu de tir dans lequel l'élément principal de conception est de viser et tirer avec un pistolet optique.
Les jeux de ce genre s'articulent autour de protagonistes et objets inanimés marqués comme cibles de tir. Les jeux de tir au pistolet optique proposent généralement des thématiques d'action ou d'horreur dont certains jeux peuvent employer un traitement humoristique et parodique de ces conventions.
Ce type de jeu emploie des périphériques appelés « Pistolets optiques », nommés ainsi car ils utilisent des capteurs lumineux. Des jeux mécaniques utilisant des pistolets optiques ont existé dès les années 1930, même si leur fonctionnement était différent de celui du jeu vidéo. Durant les années 1970, les jeux mécaniques sont remplacés par des jeux vidéo électroniques. Parmi les jeux les plus populaires, Duck Hunt émergea dans les années 1980. Virtua Cop, suivi par Time Crisis, portèrent le genre dans les années 1990. Dès 2000, le jeu de tir au pistolet optique perdit en popularité, entravé par des problèmes de compatibilité. Cependant, il existe encore un marché de niche pour ce genre de nos jours.

## Définition
Le tir au pistolet optique est un genre de jeu vidéo dans lequel un protagoniste doit viser et tirer sur des cibles, que ce soit des antagonistes ou des objets, à l'aide d'un Contrôleur de jeu en forme de pistolet. Les jeux peuvent être jouer avec une Vision subjective, mais ils se différencient des jeux de tir à la première personne qui utilisent d'autres périphériques comme des manettes. 
Ces jeux proposent généralement des mouvements « sur rail », et accordent au joueur le seul contrôle de la visée, les autres mouvements du protagoniste étant déterminés par le jeu. Les jeux comportant ce dispositif sont parfois appelés « rail shooters », bien que ce terme soit également appliqué à des jeux d'un autre type dans lesquels les mouvements sur « rail » en sont la principale caractéristique. Certains jeux, sortis plus tardivement, donneront au joueur un plus grand contrôle sur les mouvements, tandis que d'autres proposeront un protagoniste immobile.
Le pistolet optique est appelé ainsi car il fonctionne en utilisant un capteur lumineux. Le joueur appuie sur la détente du pistolet, ce qui permet ainsi de détecter la source lumineuse de l'objet affiché à l'écran.

## Design

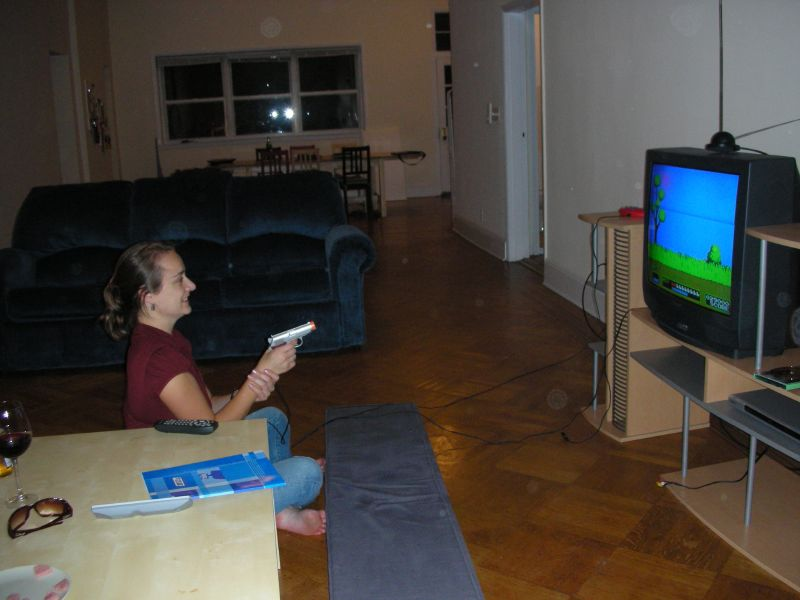
Dans Duck Hunt, le joueur se retrouve dans le rôle du chasseur. Il doit viser et tirer sur les canards affichés à l'écran.

La cible du pistolet peuvent être, selon les jeux, des antagonistes comme des criminels, des terroristes ou des zombies,,, or encore  des objets inanimés comme des bouteilles. Souvent, ces jeux peuvent être également joué sans pistolet optique, mais l'utilisation d'une manette conventionnelle peut réduire la qualité du gameplay. Le thème est généralement celui des jeux d'action ou d'horreur,, bien que d'autres thèmes existent et peuvent être plus humoristique ou auto-référentielle,.
Le tir au pistolet optique se résume souvent à des combats contre des vagues d'un certain nombre d'ennemies. Le protagoniste doit parfois également se défendre ou se mettre à couvert. Il peut aussi utiliser d'autres types d'armes comme des haches ou des grenades. Le joueur peut aussi jouer des parties contre-la-montre ou, dans certains jeux, affronter le niveau de boss. Le jeu peut récompenser le joueur s'il fait des tirs précis avec des points supplémentaires, des Power up ou la découverte de secrets,. Le joueur peut être placé dans des défis complexes, construits principalement à partir d'objets inanimés, ou dans défis de vitesse et de précision. Des jeux d'autres types peuvent présenter ce type de défis lors de mini-jeux.
Ce type de jeu dispose généralement de mouvement sur « rail », qui donne aucun contrôle sur la direction du déplacement du protagoniste; le joueur ne dispose que d'un contrôle sur la visée et le tir,. Certains jeux peuvent cependant permettre au protagoniste de se mettre à couvert à la simple pression d'un bouton. Des jeux de tir permettent au joueur de bouger librement dans l'environnement du jeu, tandis que d'autres utilisent un environnement statique. Ils utilisent principalement un point de vue à la première personne, même s'il existe des jeux qui permettent de passer dans un mode à la troisième personne dans le but de manœuvrer un ennemi. 

## Histoire
Les jeux mécaniques utilisant une arme existaient depuis les années 1920, bien avant l'apparition des jeux vidéo électroniques. Le premier utilisant un pistolet optique, apparu à la suite du développement des tubes électroniques dans les années 1930, était le Ray-O-Lite de Seeburg en 1936. Le jeu utilisait un fusil qui tirait des faisceaux lumineux vers des cibles équipées de capteurs. Le procédé évolua et s'améliora tout au long des décennies suivantes, avec des jeux tels que Periscope de Sega qui fut, en 1966, le premier succès de la firme. Dans les années 1970, les jeux d'arcade mécanique étaient progressivement remplacés par des jeux vidéo électroniques après la publication et le succès de Pong en 1972, et de Space Invaders en 1978, portant un coup sur la popularité des jeux mécaniques. Les pistolets des jeux vidéo utilisaient un système différent des jeux mécaniques : le capteur se trouvait sur l'arme et le joueur appuyait sur la gâchette pour capter la lumière de l'écran. Sur ce même principe, des stylos optiques ont été développés par le Massachusetts Institute of Technology au début des années 1960. L'Odyssey, produite par Magnavox et toute première console de jeux vidéo de salon commercialisée de l'histoire, proposait un pistolet optique en tant qu’accessoire. 

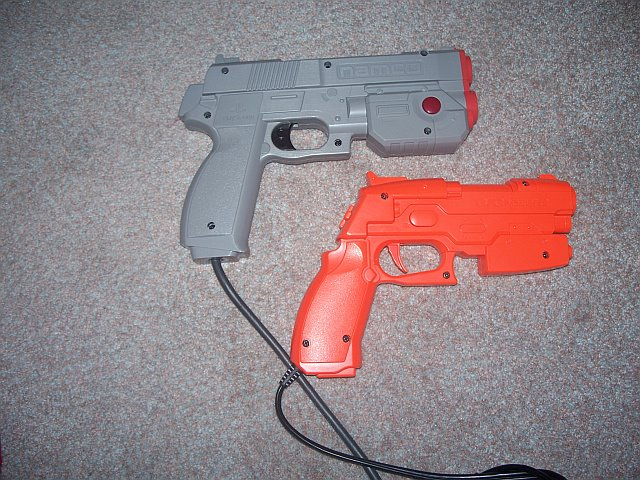
Le GunCon de Namco. La couleur orange rapproche le pistolet du jouet, alors que le gris se rapproche d'un pistolet réel.

Les pistolets optiques étaient de plus en plus utilisés durant les années 1980. L'exemple le plus célèbre était Duck Hunt, développé par Nintendo et sorti en 1985. En 1994, Sega sortait le jeu Virtua Cop qui innova le genre en popularisant l'utilisation de la modélisation tridimensionnelle sur les jeux de tir. Ce jeu permit aux jeux d'arcade de connaître un nouveau souffle. Time Crisis, développé par Namco, sorti dans les salles d'arcade japonaises en 1995 et sur PlayStation en 1997, introduisait des innovations telles qu'un recul de l'arme simulé et une pédale qui, lorsqu'elle était pressée, permettait au protagoniste de se mette à couvert. Un pistolet optique spéciale du nom de GunCon avait été développé par Namco pour la PlayStation en 1998. Le développeur sortit également le jeu Point Blank sur PlayStation en 1998, un jeu de tir au pistolet optique avec des nombreux mini-jeux au ton décalé et humoristique. Le jeu fut bien accueilli par la critique et connut deux suites sur PlayStation.
Les pistolets optiques des jeux vidéo à l'aspect réaliste furent interdits aux États-Unis à la suite de la Fusillade de Columbine en 1999 et à une controverse au sujet des armes dans le jeu vidéo. Plusieurs poursuites infructueuses furent déposés contre des fabricants de jeux vidéo. Depuis la fin des années 1980, les contrôleurs en forme d'arme ressemble généralement à des jouets peints aux couleurs vives. Au Japon, où la criminalité armée n'est pas la même qu'aux États-Unis et que la possession d'arme est interdite au public, il existe des pistolets optiques beaucoup plus réalistes. 
Le tir au pistolet optique perdait en popularité dès les années 2000 et les jeux étaient désormais considérés de plus en plus comme des jeux « old school »,. Les franchises Time Crisis et The House of the Dead évoluèrent avec de nouvelles installations,, comme la borne arcade de The House of the Dead 4 Special, sorti en 2006, qui mit en avant des grands écrans entourant le joueur, ainsi qu'une chaise pivotante et vibrante. Certains jeux essayèrent d'intégrer des éléments des jeux de tir à la première personne ou des jeux Survival horror grâce à l'utilisation de mouvements du personnage moins restreint et de phases d'exploration,,. D'autres, cependant, rendirent hommage au gameplay des années 1990 ou rajoutèrent un style parodique au genre,. Les pistolets optiques ne sont pas compatibles avec les télévisions modernes en haute-définition, ce qui a conduit les développeurs à créer de nouveaux contrôleurs « hybrides ». Namco developpa le GunCon 3 pour la PlayStation 3. Les autres jeux utilisent plutôt des manettes utilisant la détection des mouvements comme la Wiimote de la Wii ou le PlayStation Move de la PlayStation 3,.